# مانويل جودوي
مانويل جودوي (بالإسبانية: Manuel Godoy) استلم مانويل جودوي الباريث دي فاريا منصب رئيس الوزراء في إسبانيا منذ عام 1792 وحتى 1797 ومنذ 1801 حتى 1808. حصل مانويل جودوي على العديد من الالقاب، من ضمنها أمير السلام والذي عرف من خلاله على نطاق واسع. وصل إلى السلطة في عمر مبكر وكان المفضل عند الملك والملكة. بالرغم من الكوارث العديدة التي حدثت خلال تلك الفترة، أصر جودوي على الحفاظ على السلطة عن طريق الفساد. وقد عاتب العديد من القادة الإسبانيين جودوي بسبب الحرب الكارثية التي حدثت ضد بريطانيا والتي أنهت وجود الإمبراطورية الإسبانية ودمرت مواردها المالية.

## ولادته وتاريخ عائلته
ولد جودوي في كاستويرا إحدى بلديات مقاطعة بطليوس في 12-5-1767. كان الطفل الاصغر للعائلة النبيلة الفقيرة وكان والده يدعي خوسيه دي جودوي وسانشيث دي لوس ريوس، دي كاثيريس ومنديث. كان لديه 3 اخوة واختان. تعود عائلة جودوي في أصولها إلى العائلة التي تحمل نفس الاسم في غاليثيا والتي ينتمي اليها بيدرو رويث دي جودوي، ابن رودريغو الفونسو.

## النشأة
انتقل جودوي إلى مدريد عام 1784 عندما كان في السابعة عشر من العمر، حيث التحق بالحرس الملكي. بالرغم من انكار جودوي لموهبته في الغناء والعزف إلى الجيتار، الا ان هذه المواهب اوصلته القصر وهناك استطاع أن يحصل على ثقة تشارلز الرابع بذكائه وجرئته وبعد وقت قصير، أصبح جودوي من المفضلين عند الملك تشارلز الرابع وزوجته الملكة ماريا لويسا.

## رئيس وزراء إسبانيا
كانت ترقيات جودوي المتلاحقة دليل على تأثيره المتزايد على الملك والملكة. في عام 1791 اتُهِم جودوي من قبل رئيس الوزراء فلوريدابلانكا -خوسيه مونيون- بوجود علاقة غير شرعية بينه وبين الملكة. وبذلك خسر رئيس وزراء فلوريدابلانكا منصبه في نوفبمر عام 1792 إثر علاقة إسبانيا بالجمهورية الفرنسية الناشئة. وقد نظمت الملكة ماريا لويسا لأن يكون جودوي رئيسا للوزارة، فأظهر الملك تشارلز الرابع موافقته التامة لتعيين جودوي في هذا المنصب، خاصة أن الملك تشارلز الرابع كان يعاني من نقص المهارة في الحكم، فكان جودوي هو الشخص الكفء الذي يمكن الوثوق فيه.

## المنفى
امضى جودوي السنوات الأخيرة من حياته في منفى بمرافقة تشارلز، ماريا لويسا، وابنته كارلوتا لويسا وعشيقته بيبيتا وأولادهم (بعد أن انفصلت عنه ماريا لويسا عام 1808). قضوا عدة أشهر في فونتين بلو -بلدة في فرنسا- ثم في كومبيين ثم في اكس ان بروفنس. وصلوا إلى مرسيليا في أكتوبر عام 1808 حيث أمضوا هناك ما يقارب الأربع سنوات. وفي عام 1812 انتقلوا إلى روما حيث أقاموا في قصر باربيرينيز. وتوفي جودوي عام 1851.

## روابط خارجية
- مانويل جودوي على موقع الموسوعة البريطانية (الإنجليزية)